# 남부늪레밍
남부늪레밍(Synaptomys cooperi)은 비단털쥐과에 속하는 설치류의 일종이다. 작은 북아메리카 레밍이다. 늪레밍속에 속하는 다른 종 북부늪레밍의 분포 지역과 겹치고 캐나다 남동부 지역에서 발견되지만 좀더 남쪽에 분포한다.